# Pat Carroll (énekesnő)
Pat Carroll (Melbourne, 1946 –) főként az 1960-as évek második felében népszerű ausztrál énekesnő, Olivia Newton-John duó partnere, majd később üzlettársa, John Farrar ausztrál zeneszerző, gitáros, énekes felesége.

## Életrajza és művészeti pályája
Pat Carroll 1946-ban született az ausztráliai Melbourne városában. Nyolcéves korától tanult énekelni és táncolni. 11 éves korától szerepelt gyermekeknek szóló tévéműsorokban, majd zenés színházi előadásokban. Ezt követte első kislemeze 1964-ben, majd népszerű ausztrál könnyűzenei műsorokban szerepelt rendszeresen (Brian Henderson's Bandstand, Time for Terry, Go!!Show). Ez utóbbinál ismerte meg későbbi férjét, a műsor állandó kísérőzenekarának gitárosát John Farrart, valamint a kezdő Olivia Newton-Johnt, akit neki kellett bevezetni a zenés tévéműsorok készítésének világába, valamint táncórákat adott számára. A két lány hamarosan örökös barátságba került egymással, rendszeresen léptek fel közösen tévéshow műsorokban.
Olivia Newton-John 1965 folyamán megnyert egy tévés tehetségkutató versenyt, melynek fődíja egy hosszabb angliai tanulmányút volt, majd 1966 januárjában édesanyjával Londonba utazott. Néhány hónappal később Pat is megnyert egy rádiós tehetségkutató versenyt, melynek fődíja szintén egy hosszabb angliai út volt. A két lány Londonban ismét találkozott. Az Oliviánál sokkal ambicióziusabb Pat kiváló menedzserének köszönhetően hamarosan rendszeresen fellépett kisebb rendezvényeken. Egy közös zenész ismerősük javasolta számukra, hogy sokkal könnyebben és gyorsabban boldogulnának, ha duót alakítanának. Az alt hangú, sötét hajú Pat és a szoprán hangú, világosabb hajú Olivia tökéletesen kiegészítenék egymást. Hamarosan megalakították a Pat and Olivia duót. Ebben az időszakban komoly anyagi gondokkal küzdöttek, maguk varrták fellépőruháikat, mindennemű technikai segédlet nélkül, bérelt lakásukban gyakorolták be a tánclépéseket, kólásüveggel imitálva a mikrofont. Mivel a mikrofonkábellel való bánásmódot nem gyakorolták, mindjárt első közös fellépésükön egyikük elbotlott a kábelben.
A következő fél évben folyamatosan szerepeltek előfellépőként koncerteken, színházi előadásokon, karrierjük jó irányba mozgott, de Pat vízuma lejáróban volt. Meghosszabbítása céljából Cipruson is felléptek brit katonák számára, de ez csak pár hónap haladékot jelentett, év végével mindenképpen haza kellett utaznia Ausztráliába. Olivia – mivel brit születésű volt – maradhatott, de ennek ellenére év végével hazament barátnőjével, ahol elkészítették Pat and Olivia Special című önálló tévéműsorukat. Mikor Olivia tavasszal visszautazott Londonba, napi kapcsolatuk egy időre megszakadt. Pat a következő hónapokban közeli kapcsolatba került John Farrarral, majd 1969-ben összeházasodtak. A Pat and Olivia duó a lehetőségek függvényében 1968-ig tovább működött, míg Olivia kizárólagosan el nem kötelezte magát a később bukásnak bizonyult Toomorrow projektnek.
John Farrar jórészt Oliviának köszönhetően 1970-ben bekerült a Shadows együttes utódjának tekinthető Marvin, Welch and Farrar trióba, majd Pattal együtt Londonba költözött. A következő évekeket John Farrar a Shadows tagságnak, valamint Olivia Newton-John karrierje egyengetésének szentelte. Pat Carroll még 1974-ig kiadott néhány önálló kislemezt, de egyik sem került fel a slágerlistákra. 1975-ben mindhárman a Kaliforniai Malibuba költöztek, ahol a Farrar család jelenleg is él. John Farrar a nyolcvanas évek közepéig Olivia Newton-John házi zeneszerzője és zenei producere volt, de művészeti kapcsolatuk kisebb intenzitással mai napig fennáll. Pat önálló karrierje utolsó kislemezével véget ért, de a nyolcvanas évek közepéig rendszeres szereplő volt Olivia lemezein és koncertjein háttérénekesként.
1983-ban Pat és Olivia megalapították a Koala Blue céget, melynek profilja ausztrál divatcikkek és élelmiszerek kereskedelme volt. A cég 1991-ig folyamatosan fejlődött, több tucat üzletet működtettek világszerte, de az akkori gazdasági válság hatására a hálózat néhány hónap alatt összeomlott. A cég két tulajdonosa, Pat és Olivia ellen kárpótlási perek indultak, de szándékosságot egyetlen esetben sem tudtak bizonyítani. A hálózat kettejük tulajdonában 2002-ben ausztrál borok és édességek forgalmazására ismét feltámadt. Pat Carroll két fiú édesanyja, Sam és Max, mindketten zenészek.

## Lemezek

### Kislemezek
- He’s my Guy//He loves me too; [WG-S-2302].1964
- Where have you been//That's all you do; [WG-S-2388].1965
- Why do fools fall in love//the end of the world; [WG-S-2427].1965
- I Know (You don't want me no more)//Chained to a memory; [WG-S-2471].1965
- Here i am//Did he call Today Mama; [WG-S-2501].1965
- Don't come running back to me//You’re no good; [WG-S-2550].1965
- I Only Have Eyes for You//Eddie my love; [WG-S-2677].1966
- He’s a Rebel//Talk about love; [WG-s-8031).1966
- To the sun//Out of my mind; 7N25592(Pye)/ K-???? (Interfusion) -1972

- Live love//?; K-???? (Interfusion) – 1972

- All Kinds of Everything//In your world; [FB-004]; (Fable); 1970
- Now I’m stuck on you//I'm not ready; K-5288 (Interfusion) – 1973
- Curly headed rooster//To the sun; K-5713 (Interfusion/WB) – 1974

### E.P. lemezek
- The Many faces of Pat Carroll; [WG-E-2408]
- Pat Carroll Requests; [WG-E-2559]

### Háttérénekesként
- Cliff Richard: Live! (tokiói koncert)
- Cliff Goes East (hong kongi koncert)